# You od Chua
Kralj You od Chua (楚幽王, Chǔ Yōu Wáng) bio je vladar kineske države Chua te sin i nasljednik Kaoliea od Chua.
Njegovo osobno ime bilo je Han (熊悍).
Nakon što je naslijedio svojeg oca, kralj You - što je njegovo postumno ime - postavio je za ministra (ili premijera) svog ujaka Li Yuana (李园).
Godine 228. pr. Kr. You je umro; bio je ožujak. Naslijedio ga je mlađi brat Ai od Chua.
Premda se uobičajeno smatra da je You bio sin Kaoliea te tako potomak Zhuanxua, postoji teorija prema kojoj je on bio sin lorda Chunshena.
Pokopan je u okrugu Shouu. Njegova je grobnica uništena 1930-ih godina.

## Imena
- Osobno ime: Han
- Ime klana: Xióng
- Obiteljsko ime: Mi (羋)